# Bob Foster
Bob Foster (16 de marzo de 1911, Gloucestershire, Inglaterra-Inglaterra, 22 de marzo de 1982) fue un piloto de motociclismo inglés, ha sido campeón del mundo de 350cc en 1950.
Ganó el Campeonato Mundial de 350cc de la FIM en 1950 corriendo con una Velocette. También ganó el Junior TT de la Isla de Man en 1947, siendo el primer TT celebrado después del final de la Segunda Guerra Mundial.

## Resultados en el Campeonato del Mundo de Motociclismo
Sistema de puntuación en 1949:
| Posición | 1.º | 2.º | 3.º | 4.º | 5.º | Vuelta rápida |
| Puntos   | 10  | 8   | 7   | 6   | 5   | 1             |

Sistema de puntuación desde 1950 hasta 1968:
| Posición | 1.º | 2.º | 3.º | 4.º | 5.º | 6.º |
| Puntos   | 8   | 6   | 4   | 3   | 2   | 1   |

Hasta 1955 se contaban los 5 mejores resultados.
(carreras en cursiva indica vuelta rápida)
| Año  | Clase | Equipo     | 1       | 2     | 3      | 4     | 5     | 6       | 7     | 8     | Pts  | Pos  | Victorias |
| ---- | ----- | ---------- | ------- | ----- | ------ | ----- | ----- | ------- | ----- | ----- | ---- | ---- | --------- |
| 1949 | 350cc | Velocette  | IOM 6   | SUI - | NED 2  | BEL 2 | ULS - |         |       |       | 16.5 | 3.º  | 0         |
| 1949 | 500cc | Moto Guzzi | IOM Ret | SUI - | NED -  | BEL - | ULS - | NAT -   |       |       | 0    | -    | 0         |
| 1950 | 350cc | Velocette  | IOM Ret | BEL 1 | NED 1  | SUI 2 | ULS 1 | NAT -   |       |       | 30   | 1.º  | 3         |
| 1950 | 500cc | Moto Guzzi | IOM NC  |       |        |       |       |         |       |       | 0    | -    | 0         |
| 1950 | 500cc | AJS        |         | BEL 7 | NED -  | SUI - | ULS - | NAT 15  |       |       | 0    | -    | 0         |
| 1951 | 250cc | Velocette  |         | SUI - | IOM NC |       |       | FRA Ret | ULS - | NAT - | 0    | -    | 0         |
| 1951 | 350cc | Velocette  | ESP -   | SUI - | IOM 6  | BEL - | NED - | FRA Ret | ULS - | NAT - | 1    | 16.º | 0         |